# Église Saint-Martin d'Esnandes
L'église Saint-Martin est une église catholique située à Esnandes, en France. L’église Saint-Martin d’Esnandes, classée monument historique depuis 1840, a été édifiée au XIIe siècle comme en témoigne le superbe portail sculpté de la façade. Elle fut reconstruite et fortifiée aux XIVe et XVe siècles, dans un style gothique sobre et élégant, puis restaurée au XIXe siècle. Elle conserve un mobilier classé du XVIIIe siècle, notamment une chaire de 1775. À la fois église et forteresse, l’édifice étonne par son allure imposante en bordure du Marais poitevin, autrefois vaste golfe des Pictons. La façade romane du XIIe siècle, les fortifications du XIVe siècle et le mobilier du XVIIIe siècle témoignent des siècles passés. Du chemin de ronde, vous apprécierez la vue panoramique sur la baie de l’Aiguillon, le marais et le village.

## Localisation
L'église est située dans le département français de la Charente-Maritime, dans la commune d'Esnandes.

## Historique
990 : première mention de l’église dans le cartulaire (recueil) de l’abbaye Saint-Cyprien de Poitiers, dont dépendait Esnandes à cette date.
1029 : l’église est donnée aux moines de Saint-Jean-d’Angély, au XIIe siècle.
1137 : Guillaume X, duc d’Aquitaine, abandonne aux religieux de l’abbaye de Saint-Jean-d’Angély tout ce qu’il possède à Esnandes et l’affranchit du devoir d’Ost (service militaire), de la taille et de toutes autres mauvaises coutumes (impôts).
XIIe siècle : des donations permettent la reconstruction de l’église.
1293 : des corsaires de Bayonne, armés par le roi d’Angleterre, font une descente sur les côtes d’Aunis et dévastent la région. Ces destructions occasionnent une nouvelle période de reconstruction.
Première moitié du XIVe siècle : guerre de Cent Ans, qui a comme origine la lutte franco-anglaise pour la possession des terres. La Rochelle est une ville convoitée, car elle a des ressources importantes. Elle est successivement anglaise et française, et subit de nombreux sièges. Esnandes est un village côtier. De ce fait, l’armée anglaise peut débarquer sur la côte esnandaise et s’emparer de La Rochelle ensuite. 
Devant ce danger, un projet de fortification est établi. La construction d’un fort engageant trop de frais, on décide de fortifier un édifice existant : l’église d’Esnandes, pour défendre le prieuré.
La transformation d’une église possédant tant d’ouvertures en forteresse fut un véritable tour de force. Il fallut chemiser l’église en doublant et, parfois, en triplant l’épaisseur des murs afin de les rendre capables de supporter le poids du chemin de ronde et des fortifications. Les baies furent presque toutes obstruées de l’extérieur. L’église prend alors cet aspect de forteresse massive que l’on peut encore admirer aujourd’hui : les murs sont épaissis et atteignent une largeur comprise entre 1,85 et 3 mètres. Un fossé est creusé autour de l’église.
Seconde moitié du XVIe siècle : début des huit guerres de Religion. Les églises catholiques sont pillées, entièrement ou partiellement ravagées. La Rochelle adopte les idées protestantes vers 1560. François Ier avait considéré la doctrine protestante néfaste. C’est sous le règne d’Henri II (1547-1559) que les tensions religieuses augmentent. Les hérétiques sont pourchassés. L’église d’Esnandes, bastion catholique, est pillée en 1568.
La Rochelle subit un siège en 1572-1573, dont elle sort vainqueur. Dans la nuit du 23 au 24 août 1572, Catherine de Médicis ordonne le massacre de protestants à Paris (le massacre de la Saint-Barthélemy).
L’accession au pouvoir d’Henri IV (huguenot devenu catholique) apaise les tensions. Il proclame l’édit de Nantes, qui accepte les protestants dans le Royaume de France, dès 1598.
Henri IV meurt assassiné en 1610. Après la régence de Marie de Médicis, Louis XIII devient roi. Il accentue le conflit avec La Rochelle. En réponse au roi, La Rochelle établit un décret pour éliminer les ancrages catholiques de la région.
1622 : Esnandes reste une place forte catholique. Le Conseil de Ville de La Rochelle ordonne la destruction de l’église. Cependant, elle ne sera que partiellement détruite : La Rochelle ne pouvant plus payer les frais de démolition.
Cette guerre prend fin avec le Grand Siège de la Rochelle de 1628 et la reddition de la ville.
1629-1740 : Début de la rénovation de l’église, un an après le siège de La Rochelle.
1694 - 1720 : Réfection des voûtes. Il est dit que pendant plusieurs années, les Esnandais ont suivi l’office à ciel ouvert.
1840: l’église est classée monument historique.
Dès 1880 : début des travaux de restauration. Les éléments défensifs sont restitués. Les fenêtres sont percées et refaites dans le style gothique.

## Les remparts

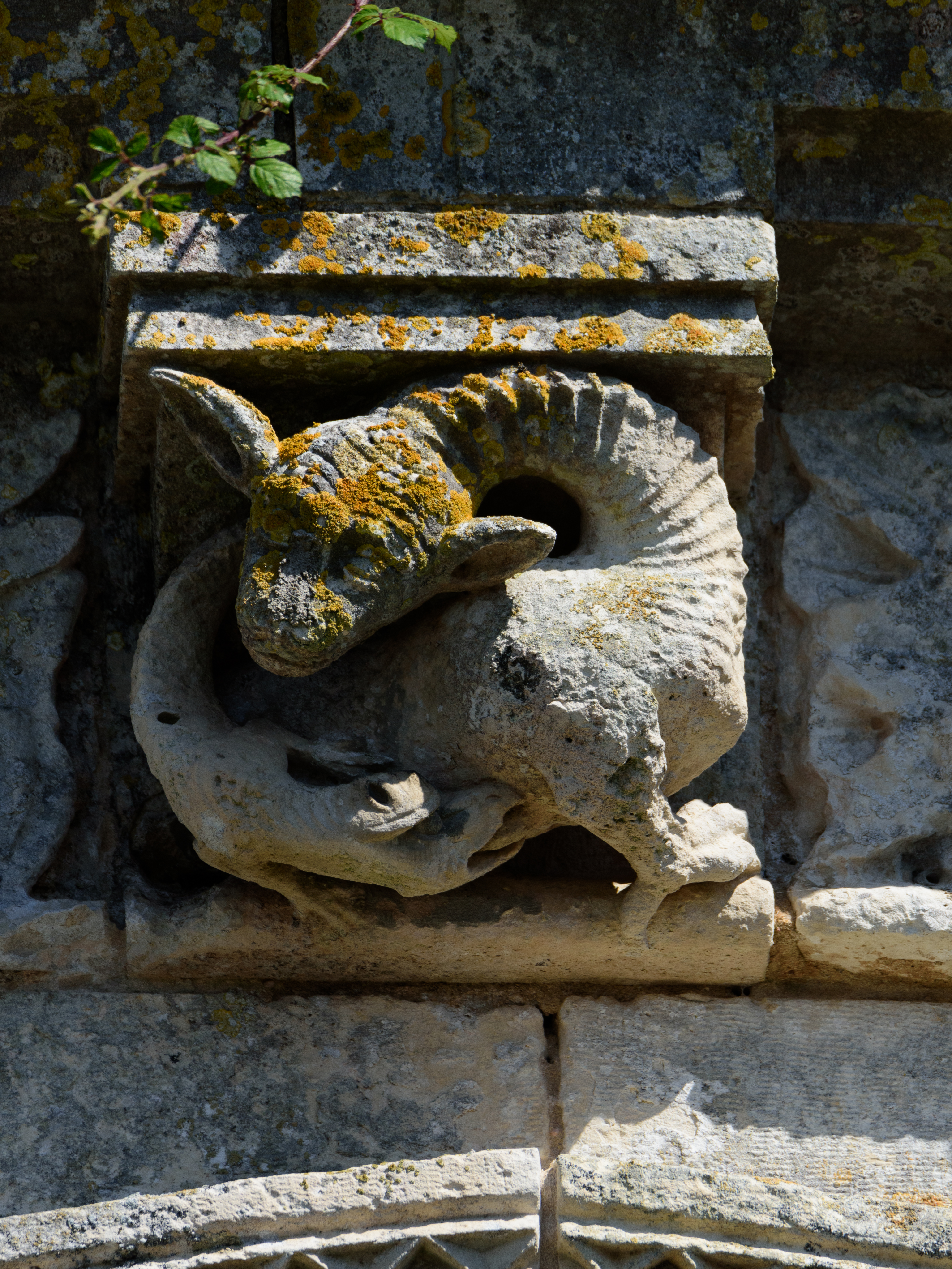

La vue en haut des remparts est spectaculaire. Côté nord, on peut admirer la baie de l’Aiguillon et la Vendée, le village de Charron et le Marais poitevin dit Marais desséché.

## Le clocher

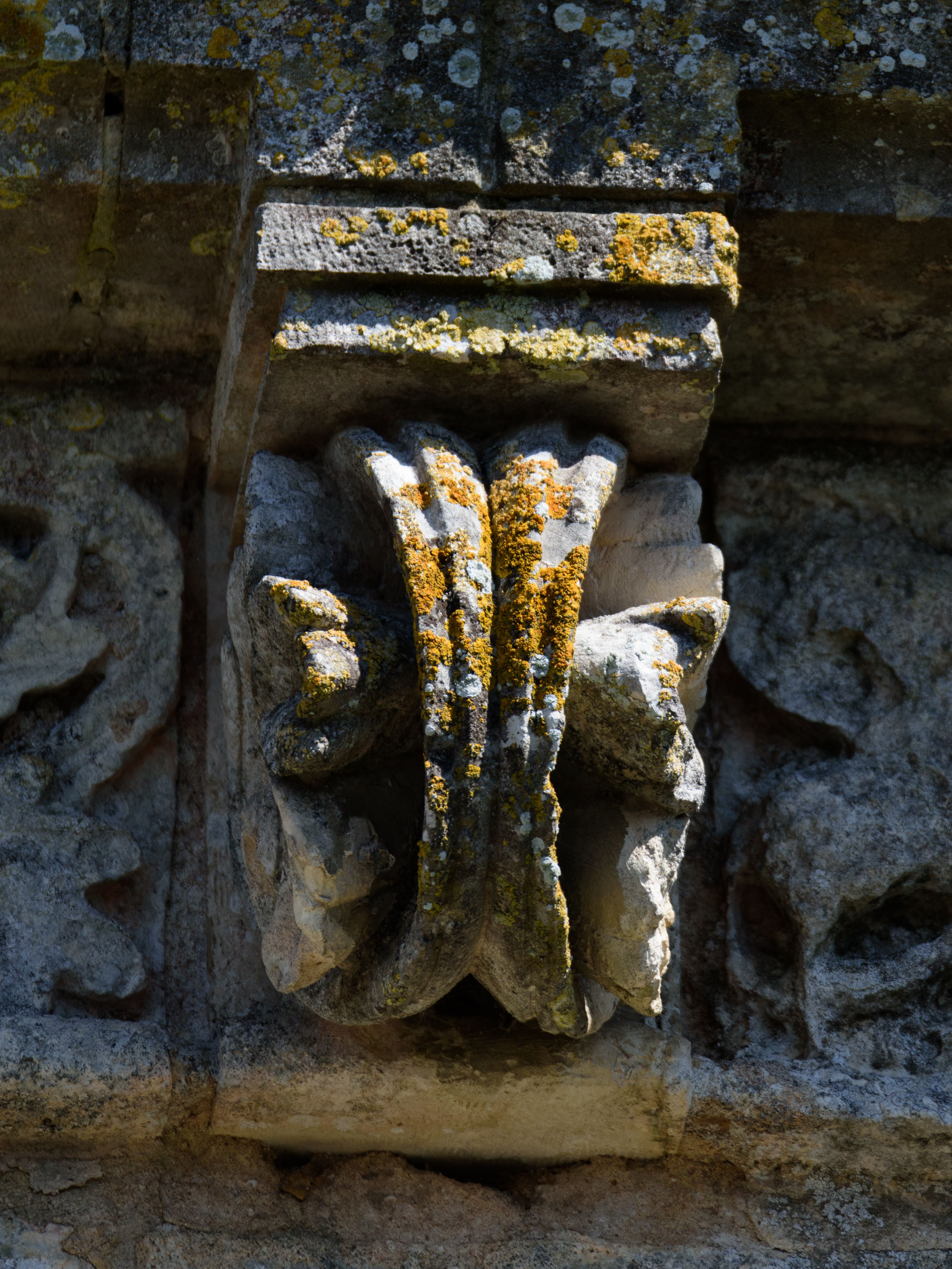

Un cartouche indique la date de sa reconstruction : 1633. Il a été détruit pendant les guerres de Religion et sa reconstruction suit celles des piliers de l’église. La charpente du clocher est faite de bois d’épaves.

## Galerie

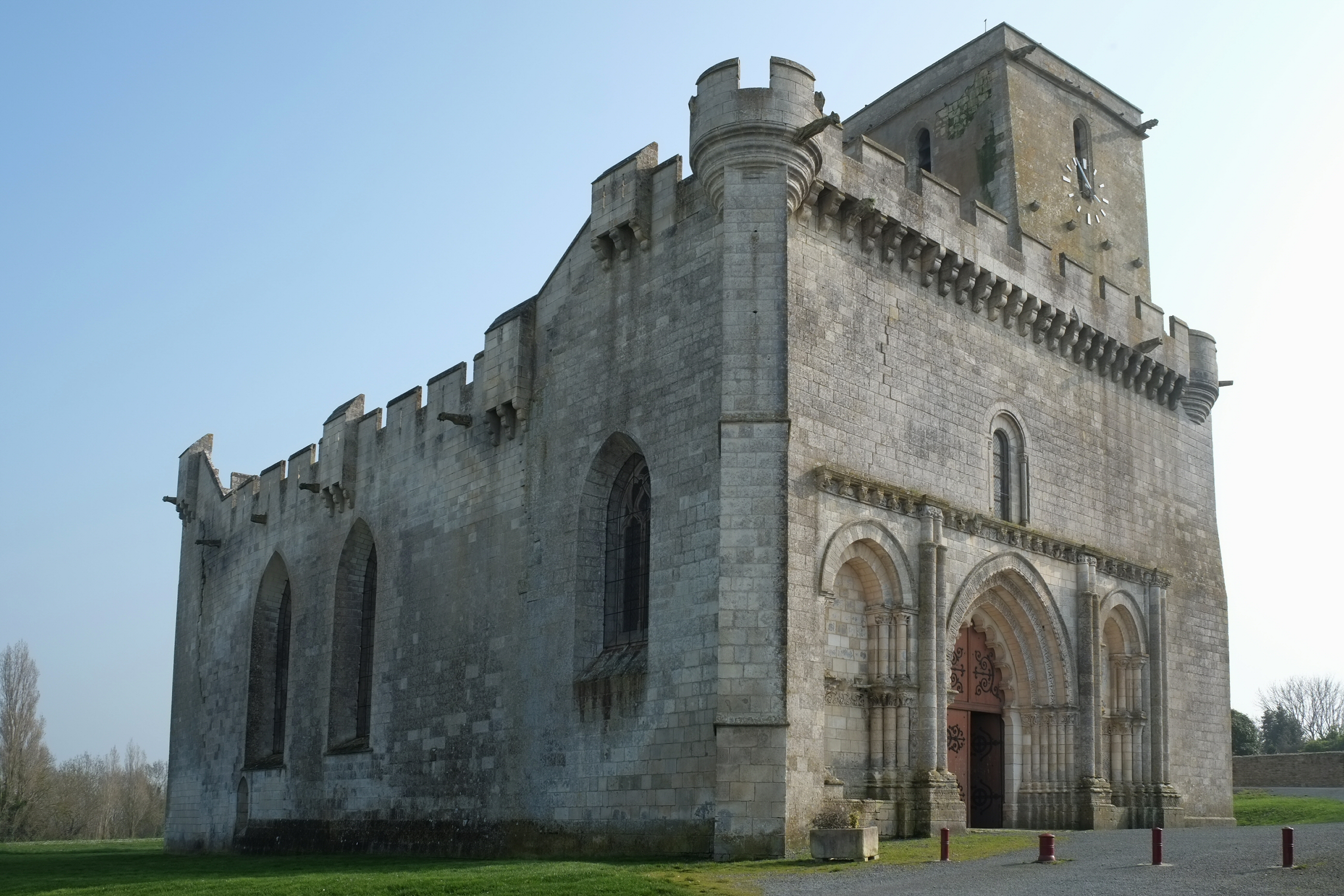
L'église Saint-Martin.
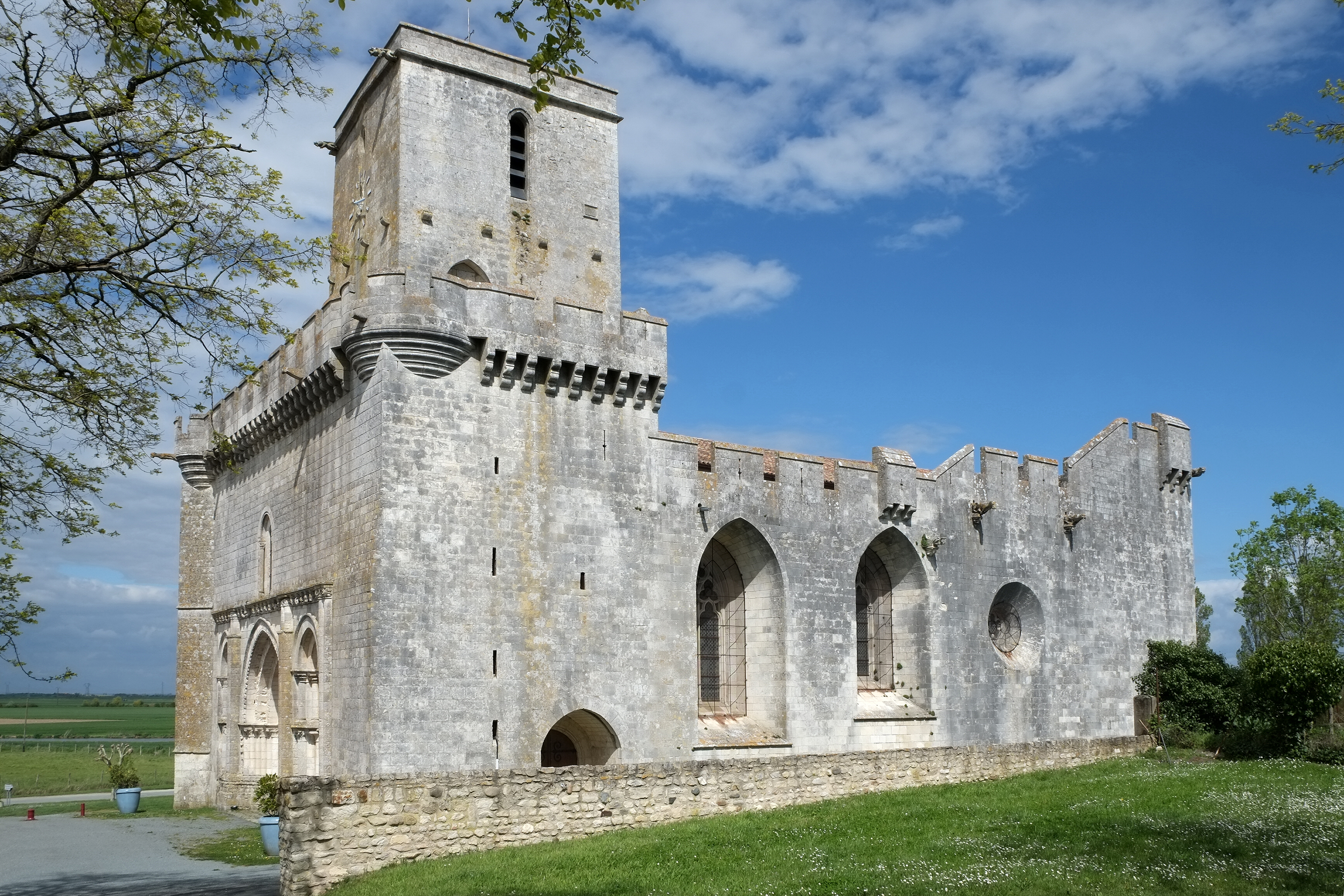
L'église, vue du côté sud.
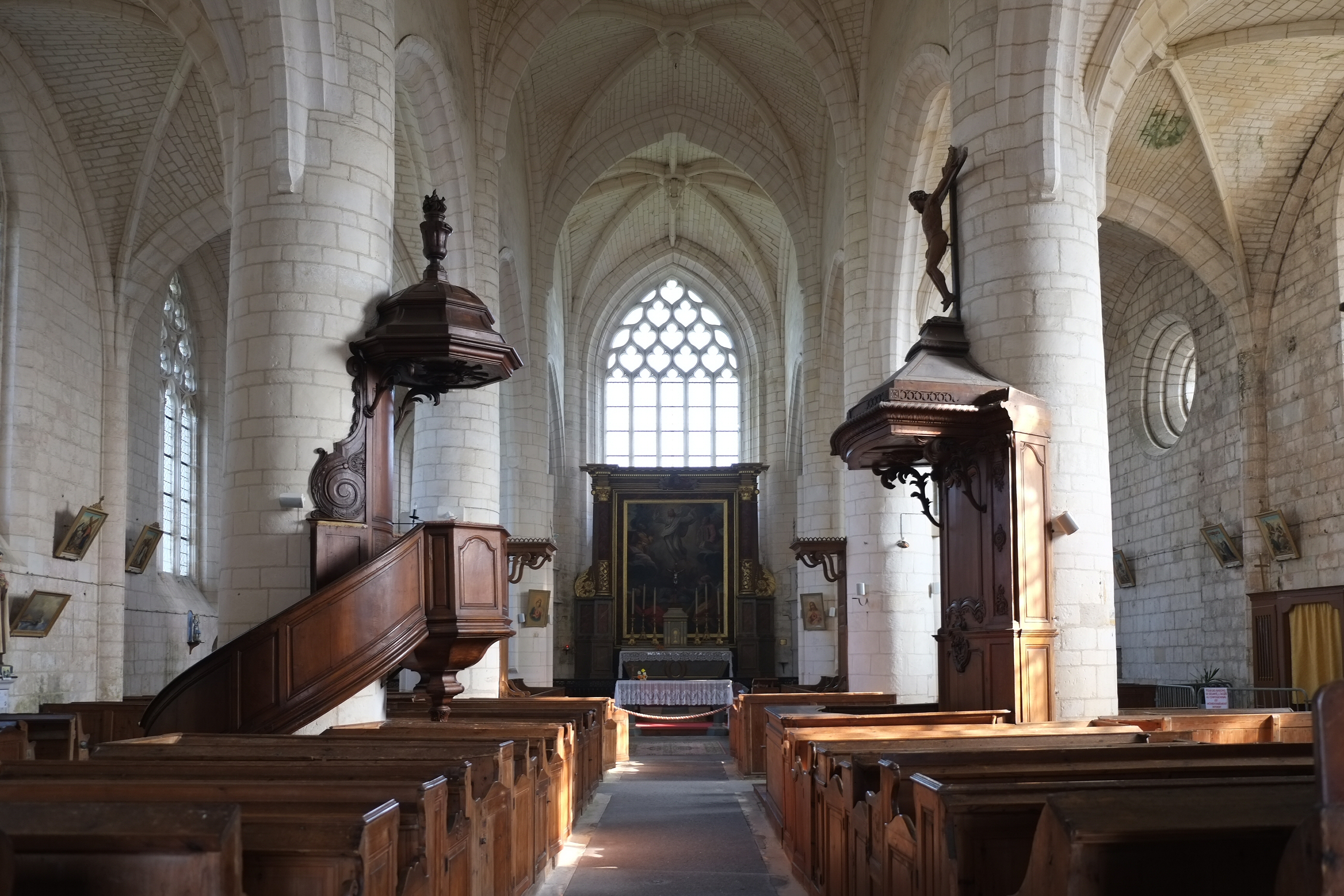
La nef et le chœur de l'église.